# 1557 Roehla
1557 Roehla este un asteroid din centura principală, descoperit pe 14 ianuarie 1942, de Karl Reinmuth.